# São Domingos (Santiago do Cacém)
São Domingos is een plaats (freguesia) in de Portugese gemeente Santiago do Cacém en telt 1024 inwoners (2001).